# Hietajärvi (sjö i Enontekis, Lappland, Finland)
Hietajärvi är en sjö i Finland. Den ligger i kommunen Enontekis i landskapet Lappland, i den norra delen av landet, 900 km norr om huvudstaden Helsingfors. Hietajärvi ligger 300,4 meter över havet. Arean är 26,4 hektar och strandlinjen är 3,32 kilometer lång. Sjön  ingår i Kemi älvs huvudavrinningsområde. 